# Organiczny interfejs użytkownika

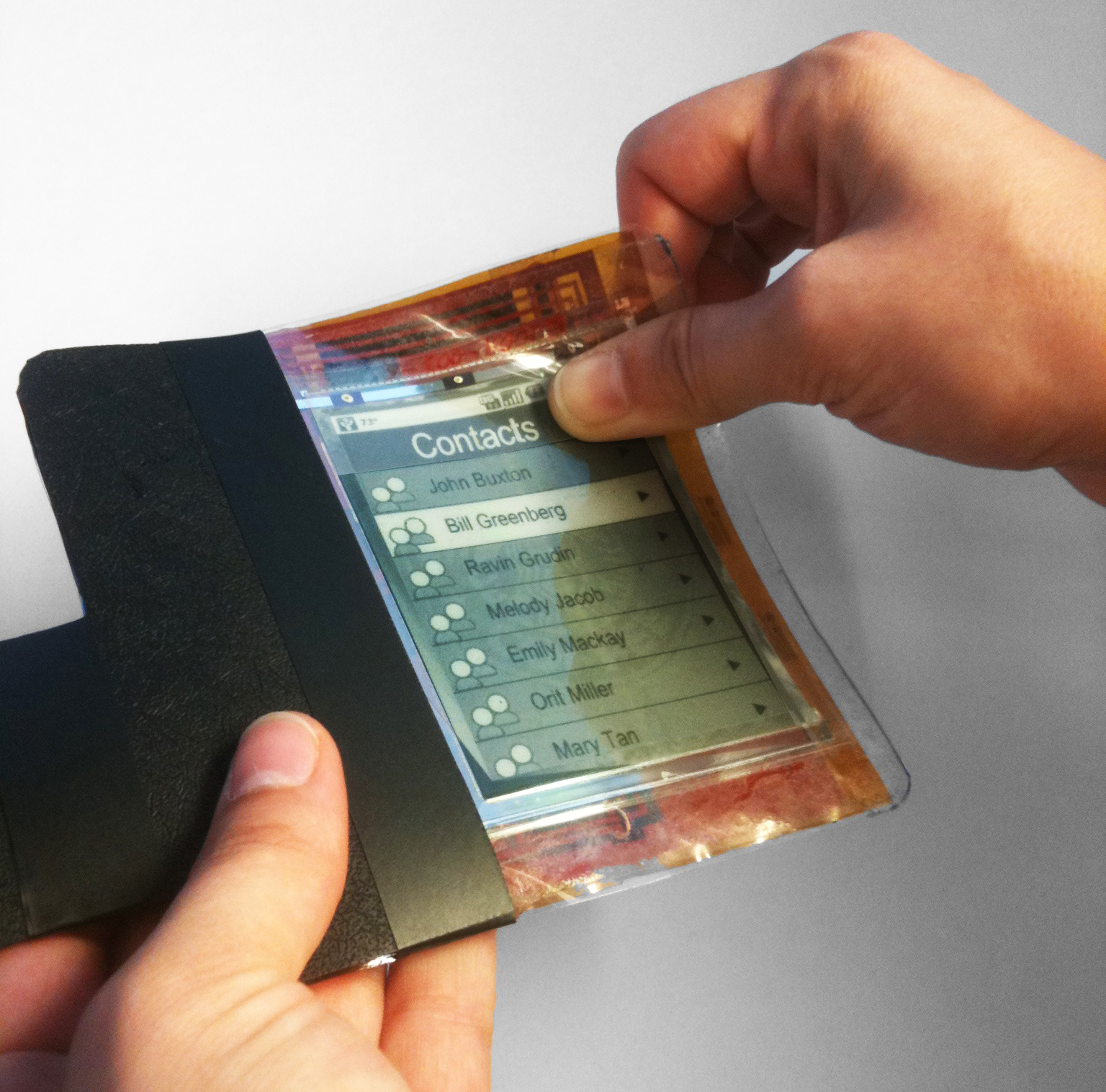
PaperPhone (2011) był pierwszym prototypem giętkiego smartfona i z pierwszym OUI wykorzystującym interakcje przy pomocy gięcia rzeczywistego giętkiego ekranu

Organiczny interfejs użytkownika (ang. organic user interface, OUI) – interfejs użytkownika, który nie jest płaski. OUI reprezentuje trzecią falę paradygmatów interakcji z ekranem, odnoszącą się do wielokształtnych i giętkich wyświetlaczy. W interfejsie z grupy OUI powierzchnia ekranu zawsze jest miejscem zachodzenia interakcji. Może on aktywnie lub pasywnie zmieniać kształt pod wpływem analogowych danych wejściowych. Są one wprowadzane przy pomocy bezpośrednich fizycznych gestów w przeciwieństwie do tradycyjnych sposobów, takich jak użycie wskaźnika kierowanego przy użyciu myszy. Słowo „organiczny” w nazwie OUI pochodzi z pojęcia „architektura organiczna” i oznacza wykorzystanie naturalnej formy do projektowania lepiej przystosowanego do ekologii człowieka. Nawiązuje ono również do elektroniki organicznej (opartej na związkach węgla). Termin OUI został przyjęty w 2008 roku, ale już wcześniej istniały koncepcje i prototypy urządzeń o tego typu interfejsie.

## Typy organicznych interfejsów użytkownika
Interfejsy OUI dzielą się na trzy typy:
Giętkie (deformowalne) – podczas użytkowania giętkich wyświetlaczy deformacja kształtu jest kluczową metodą wprowadzania danych wejściowych przy użyciu interfejsu. Technologie umożliwiające uzyskanie giętkich ekranów reprezentują Flexible OLED (FOLED) i Flexible E Ink, mogą być one również symulowane poprzez rzeczywistość wirtualną.
O niestandardowym kształcie – wyświetlacze z niedeformowalnym ekranem o niepłaskim kształcie. Fizyczny kształt jest dostosowany tak, aby lepiej wspierać główną funkcję interfejsu. Ekrany mogą przyjmować kształty sfer, cylindrów lub przedmiotów codziennego użytku.
Dynamiczne (kinetyczne) – wyświetlacze o programowalnym kształcie kontrolowanym przez algorytm komputerowy. W przypadku interfejsów tego rodzaju formy ekranu mogą aktywnie dostosowywać się do fizycznego kontekstu użytkownika, formatu danych lub funkcji interfejsu. Ekstremalnym przykładem takiego zachowania jest Claytronics – projekt robota dynamicznie tworzącego fizyczne obrazy trójwymiarowe.

## Zasady projektowania organicznego
Podaje się trzy zasady projektowania interfejsów OUI:
Wejście równa się wyjściu – w tradycyjnych graficznych interfejsach użytkownika wejście i wyjście są fizycznie rozdzielone. Wyjście generowane jest na ekranie na podstawie danych wejściowych wprowadzanych przy użyciu urządzenia kontrolującego, takiego jak mysz. Kluczową cechą OUI jest fakt, iż powierzchnia wyświetlacza oraz jego fizyczne deformacje są zawsze miejscem zachodzenia interakcji z użytkownikiem.
Funkcja równa się formie – kształt interfejsu określa jego fizyczną funkcję i vice versa. Należy wybierać kształty, które najlepiej wspierają funkcję interfejsu. Przykładem może być sferyczny interfejs multitouch, który jest wyjątkowo dobrze przystosowany do operowania na danych geograficznych dotychczasowo ograniczonych do zniekształconych projekcji kulistej Ziemi na płaskich powierzchniach.
Forma kieruje się przepływem – interfejsy OUI fizycznie dostosowują się do kontekstu rozlicznych czynności użytkownika, np. poprzez przyjmowanie rozmaitych kształtów. Przykładem tego jest telefon z klapką, gdzie fizyczna metafora zmiany kształtu telefonu (poprzez jego otwarcie) zmienia stan interfejsu użytkownika (umożliwiającego teraz komunikowanie się). Innym przykładem jest składanie cienkiego tabletu w celu uzyskania kieszonkowego smartfona, umożliwiającego większą mobilność.

## Interakcja z interfejsem
Style interakcji z OUI mogą w różny sposób nawiązywać do obsługi tradycyjnych GUI. Przy OUI proste wskazywanie zostanie uzupełnione o multitouch. Chociaż nadal wykorzystywane będą menu, wiele funkcji może zostać wywołanych przez manipulację kształtem. Czasami OUI wezmą inicjatywę w dialogu z użytkownikiem poprzez aktywną zmianę swej formy. Ostatecznie, zwiększone możliwości OUI w zakresie multitaskingu oprą się o użycie wyświetlaczy o rozmaitych kształtach do różnych czynności. Będą one pojawiać się na pierwszym planie po podniesieniu lub rozwinięciu, a znikną po odłożeniu.